# Parapoynx andalusica
Parapoynx andalusica is een vlinder uit de familie grasmotten (Crambidae). De wetenschappelijke naam is voor het eerst geldig gepubliceerd in 1982 door Speidel.
De soort komt voor in Europa.